# فریاد مجاهد (فیلم)
فریاد مجاهد به کارگردانی مهدی معدنیان و بازیگری بهمن مفید ساخته شد. این فیلم نخستین اثر سینمایی پس از انقلاب ایران بود.

## داستان
پس از واقعهٔ حمله به مدرسهٔ فیضیه و کشتار طلاب و دستگیری خمینی، تنی چند از افراد مذهبی در شهر قم تصمیم می‌گیرند تا یک گروه انقلابی و مسلح ایجاد کنند و با رژیم پهلوی به ستیز برخیزند. در نهایت اعضای این گروه پس از چند ترور موفق دستگیر و در زندان‌های رژیم شکنجه و اعدام می‌شوند.

در فیلم تحت تأثیر فضای باز سیاسی اوایل انقلاب (سال ۵۸) به‌طور مکرر و غیرمستقیم از شعارهای تمامی گروه‌های سیاسی (مارکسیست‌ها و مجاهدین خلق) استفاده می‌شود و آنها را مورد حمایت قرار می‌دهد. همچنین در این اثر دادگاه طراحی شده یادآور صحنه‌های محاکمهٔ خسرو گلسرخی می‌باشد.